# Solør-Värmland Finnkulturförening

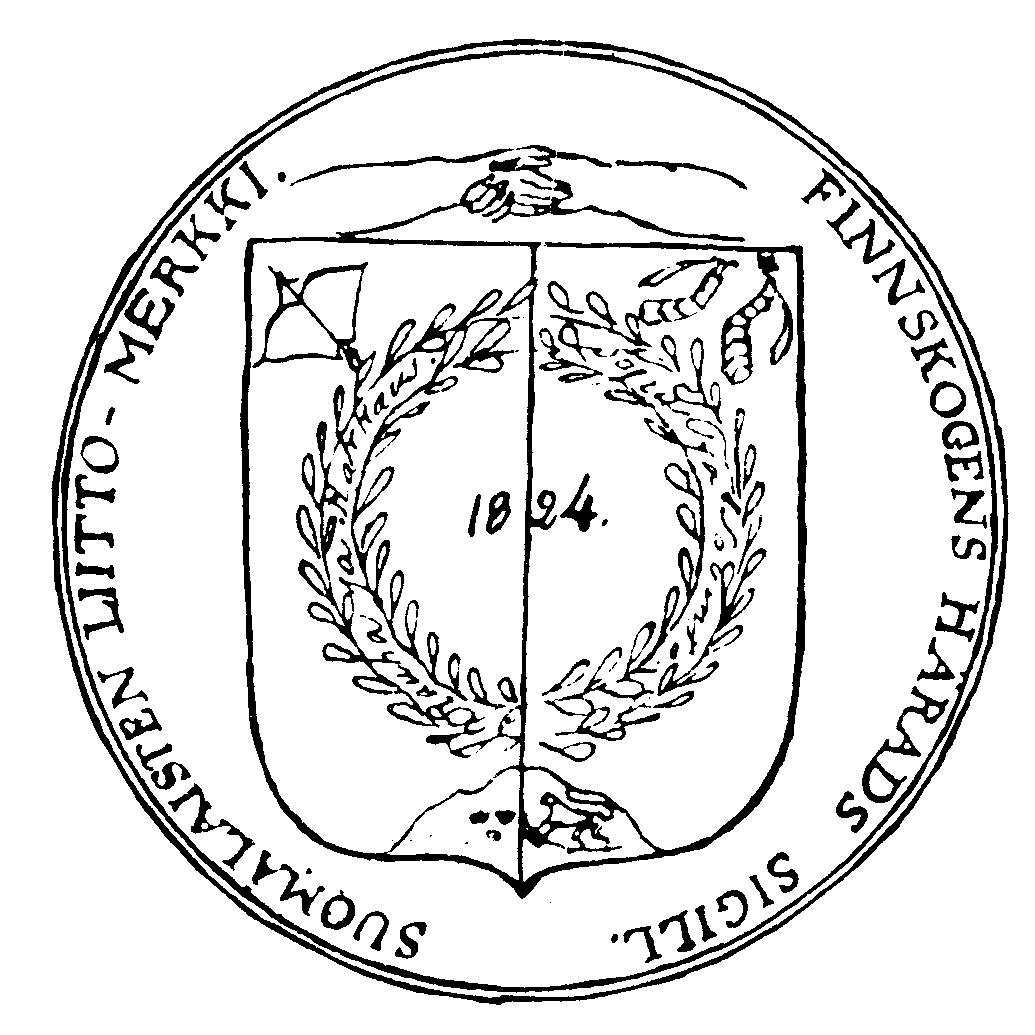
Solør-Värmland Finnkulturförenings sigill är ett sigill, ursprungligen skapat för det skogsfinska härad som den finske studenten och folkloristikern Carl Axel Gottlund försökte skapa 1823 och som skulle omfatta samma område som föreningen idag är verksam inom.

Solör-Värmland Finnkulturförening är en förening som arbetar med den skogsfinska kulturen i Finnskogen i Värmland i Sverige och östra Innlandet fylke i Norge.

## Historik
Solør-Värmland Finnkulturförening stiftades 15 juni 1958 som en organisation med kulturbevarande syfte byggd på enskilt medlemskap samt kollektiv anslutning av föreningar och organisationer.

## Verksamhet
Föreningens målsättning skall vara att befrämja och tillgängliggöra vänskap och samarbete mellan de nordiska finnbygderna, att bevara den allmänna finnkulturen i dess bygder, samt sträva för att vidare-utveckla densamma. Föreningen kan samarbeta med eller ansluta sig till organisationer för större distrikt med besläktad målsättning.
Medlemmar kan vara enskilda personer, föreningar eller institutioner som vill verka till föreningens fromma. Anslutna föreningar och institutioner skall vara politiskt och religiöst neutrala och skall vara godkända av föreningens styrelse.